# La Loma, Actopan
La Loma är en ort i Mexiko.   Den ligger i kommunen Actopan och delstaten Hidalgo, i den sydöstra delen av landet, 90 km norr om huvudstaden Mexico City. La Loma ligger 2 016 meter över havet och antalet invånare är 968.
Terrängen runt La Loma är kuperad åt sydost, men åt nordväst är den platt. Runt La Loma är det ganska tätbefolkat, med 166 invånare per kvadratkilometer. Närmaste större samhälle är Actopan, 1,8 km nordväst om La Loma. I omgivningarna runt La Loma växer huvudsakligen savannskog.